# 392 TCN
392 TCN là một năm trong lịch La Mã.